# Cagli
Cagli is een gemeente in de Italiaanse provincie Pesaro e Urbino (regio Marche) en telt 9002 inwoners (31-12-2004). De oppervlakte bedraagt 226,3 km², de bevolkingsdichtheid is 40 inwoners per km².

## Demografie
Cagli telt ongeveer 3692 huishoudens. Het aantal inwoners daalde in de periode 1991-2001 met 4,2% volgens cijfers uit de tienjaarlijkse volkstellingen van ISTAT.
| Jaar | Inwoneraantal |
| ---- | ------------- |
| 1991 | 9473          |
| 2001 | 9076          |

## Geografie
De gemeente ligt op ongeveer 276 m boven zeeniveau.
Cagli grenst aan de volgende gemeenten: Acqualagna, Apecchio, Cantiano, Fermignano, Fossombrone, Frontone, Gubbio (PG), Pergola, Pietralunga (PG), Piobbico, Urbania.

## Geboren
- Edoardo Giorgetti (5 februari 1989), zwemmer

## Externe link

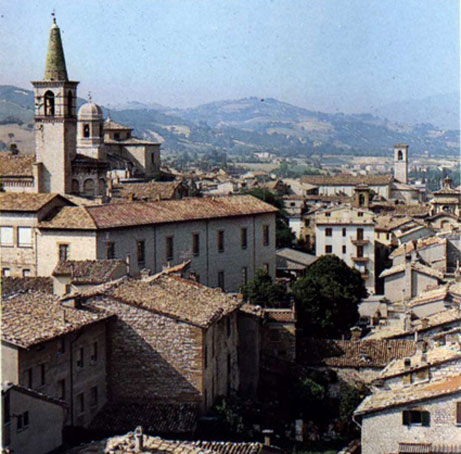
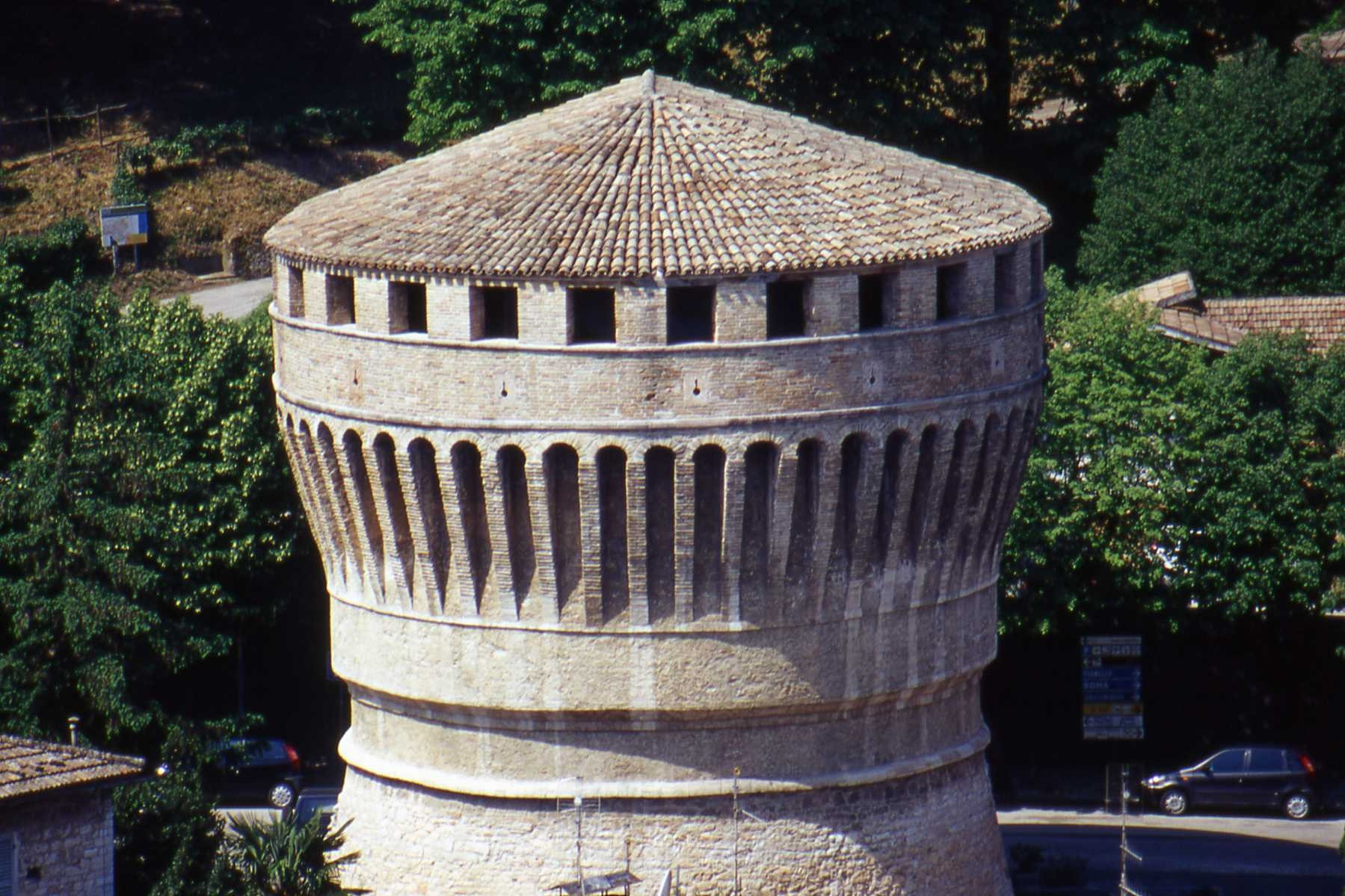
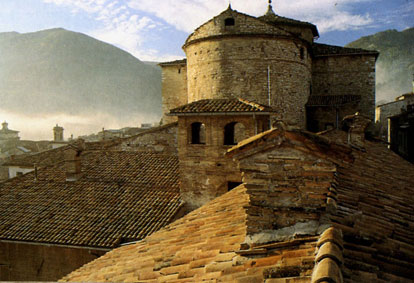
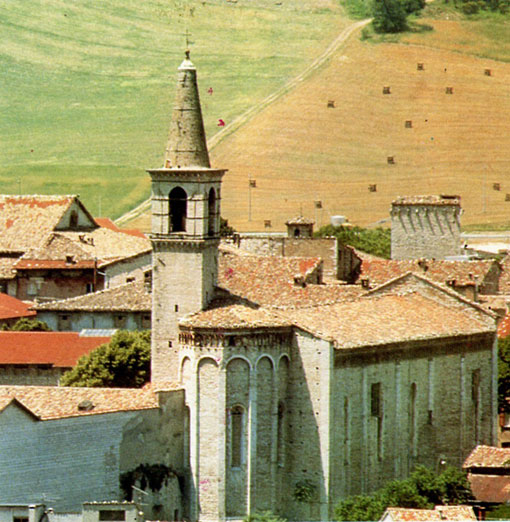
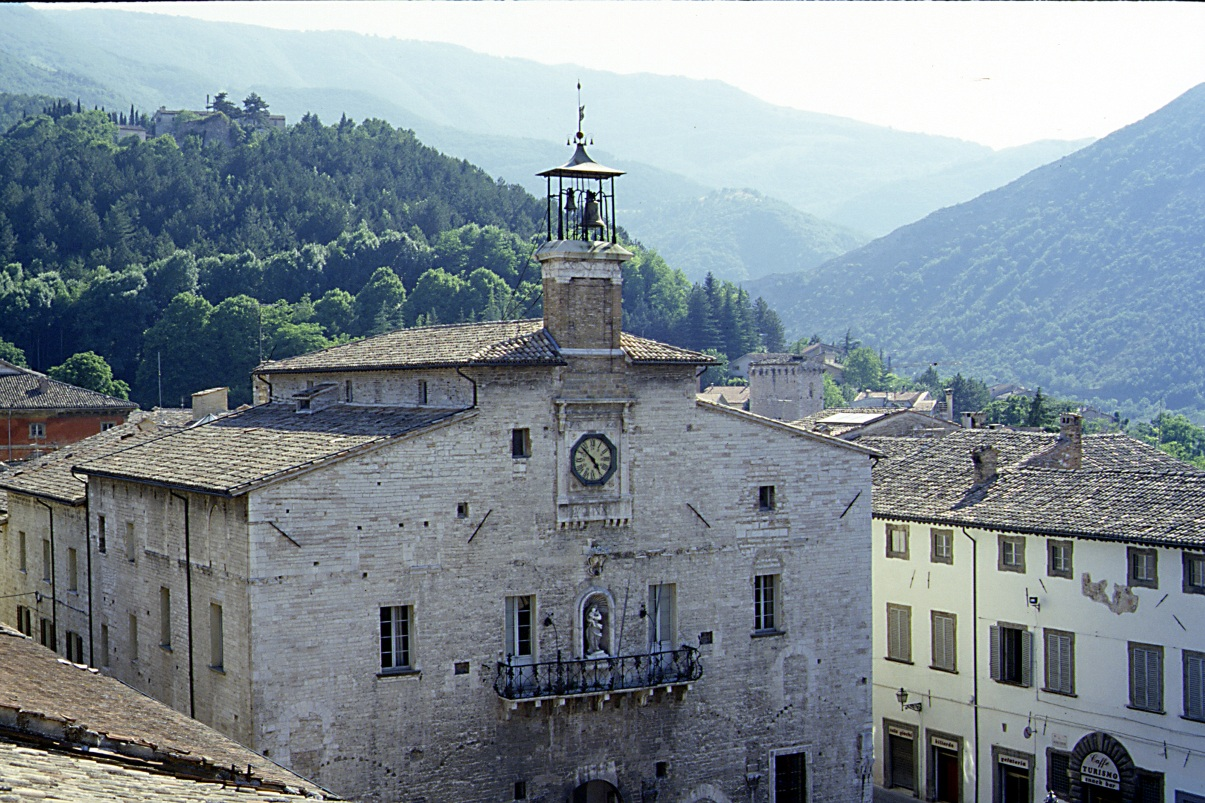
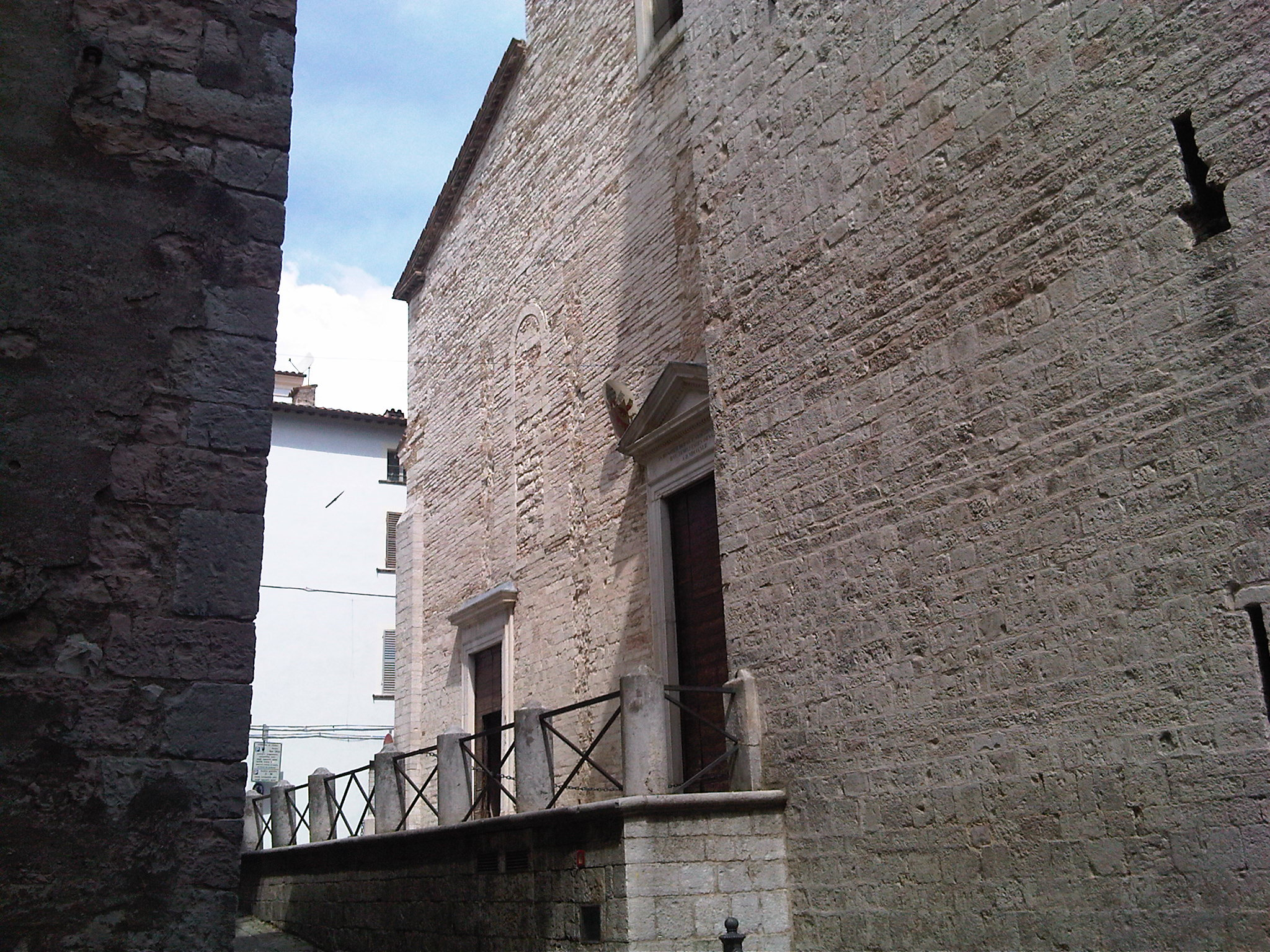
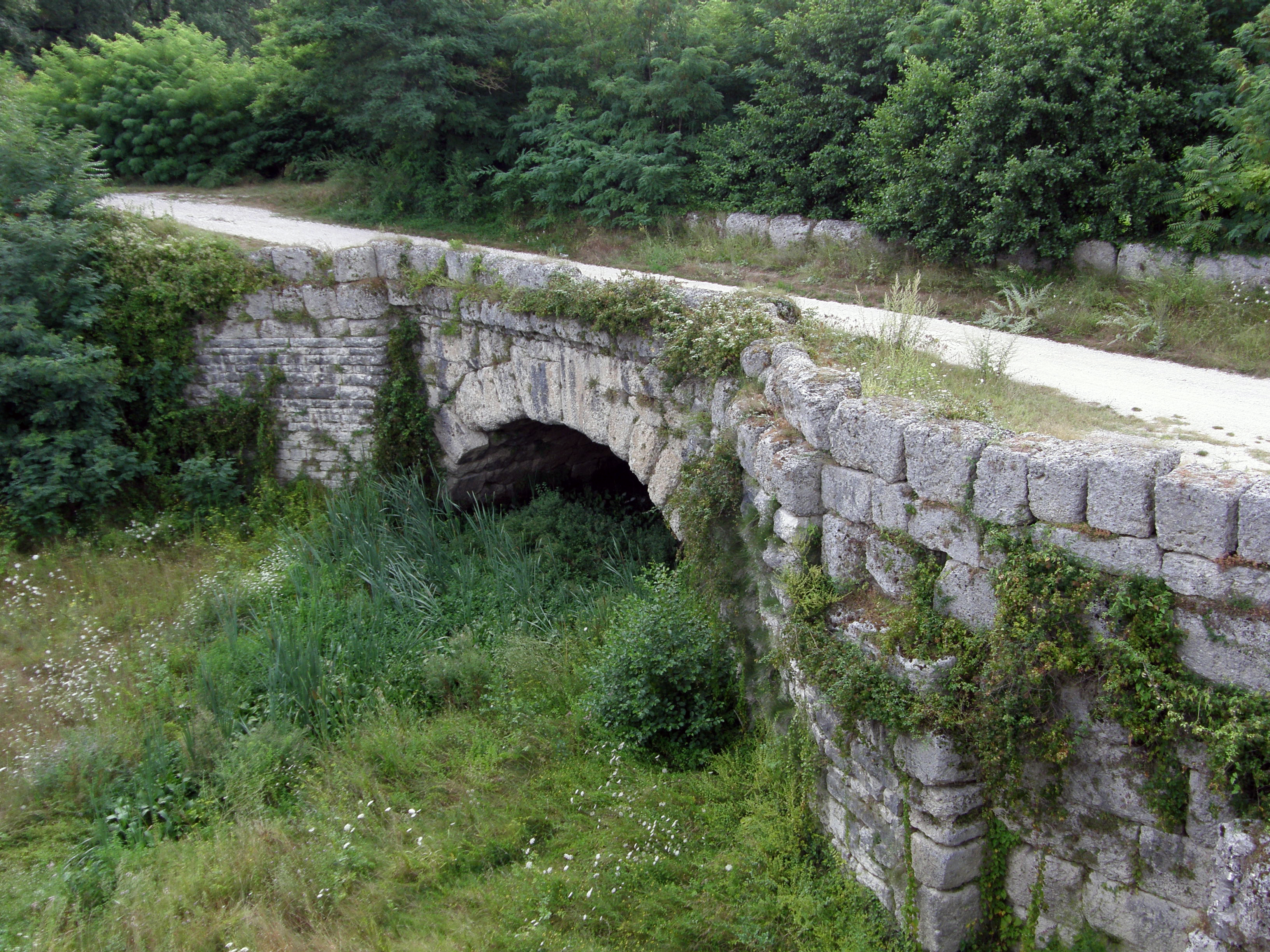